# Fred Wright
Alfred Brockwell (Fred) Wright (13 juni 1999) is een Brits baan- en wegwielrenner die anno 2024 rijdt voor Bahrain Victorious.

## Carrière
Bij de junioren won Wright op de Europese kampioenschappen baanwielrennen de ploegenachtervolging in 2016 en het omnium in 2017. In 2019 won hij een etappe in de Ronde van Italië voor beloften en in de Ronde van de Toekomst vanaf augustus dit jaar liep hij stage bij de Poolse wielerploeg CCC Team. Wright rijdt vanaf 2020 voor Bahrain McLaren.

## Palmares

### Wegwielrennen
2018
Jongerenklassement Ronde de l'Oise
2019
7e etappe Ronde van Italië voor beloften
4e etappe Ronde van de Toekomst
Grote Prijs Affligem
2023
 Brits kampioen op de weg, Elite

#### Resultaten in voornaamste wedstrijden
| Jaar | Ronde van Italië | Ronde van Frankrijk | Ronde van Spanje |
| ---- | ---------------- | ------------------- | ---------------- |
| 2020 |                  |                     | 91e              |
| 2021 |                  | 96e                 |                  |
| 2022 |                  | 55e                 | 67e              |
| 2023 |                  | 92e                 |                  |
| 2024 |                  | buiten tijd         |                  |
| 2025 |                  | 104e                |                  |

| Jaar | Milaan-San Remo | Gent-Wevelgem | Ronde van Vlaanderen | Parijs-Roubaix | Amstel Gold Race |  | WK op de weg |
| ---- | --------------- | ------------- | -------------------- | -------------- | ---------------- |  | ------------ |
| 2020 |                 | 39e           | opgave               |                |                  |  |              |
| 2021 | 148e            | opgave        | 112e                 | 51e            |                  |  | opgave       |
| 2022 |                 | 45e           | 7e                   | 99e            | opgave           |  | 53e          |
| 2023 | 79e             | 23e           | 8e                   | opgave         |                  |  | opgave       |
| 2024 | 30e             | 21e           | 50e                  | 12e            | 44e              |  |              |
| 2025 | 10e             | 56e           | 23e                  | 9e             | opgave           |  |              |

### Baanwielrennen
| Jaar     | Brits kampioenschap                         | EK                            | WK       | Overige  |
| Junioren | Junioren                                    | Junioren                      | Junioren | Junioren |
| -------- | ------------------------------------------- | ----------------------------- | -------- | -------- |
| 2016     |                                             | ploegenachtervolging          |          |          |
| 2017     | puntenkoers · koppelkoers                   | omnium · ploegenachtervolging |          |          |
| Belofte  |                                             |                               |          |          |
| 2018     |                                             | ploegenachtervolging          |          |          |
| 2019     |                                             | koppelkoers                   |          |          |
| Elite    |                                             |                               |          |          |
| 2016     | koppelkoers                                 |                               |          |          |
| 2017     |                                             |                               |          |          |
| 2018     | ploegenachtervolging · koppelkoers          |                               |          |          |
| 2019     | koppelkoers · omnium · ploegenachtervolging |                               |          |          |

## Ploegen
- 2019 –  CCC Team (stagiair vanaf 1 augustus)
- 2020 –  Bahrain McLaren
- 2021 –  Bahrain-Victorious
- 2022 –  Bahrain-Victorious
- 2023 –  Bahrain Victorious
- 2024 –  Bahrain Victorious
- 2025 –  Bahrain Victorious

Arashiro · Battaglin · Bauhaus · Bilbao · Bole · Buitrago · Capecchi · Caruso · Cavendish · Colbrelli · Davies · Feng · García Cortina · Haller · Haussler · Inkelaar · Landa · Mohorič · Novak · Padoen · Pernsteiner · Pibernik · Poels · Sieberg · Teuns · Tratnik · Valls · Williams · Wright
Arashiro · Bauhaus · Bilbao · Buitrago · Capecchi · Caruso · Colbrelli  · Davies · Feng · Jack · Haller · Haussler · Inkelaar · Landa · Madan · Mäder · Milan· Mohorič · Novak · Padoen · Pernsteiner · Poels · Sieberg · Teuns · Tratnik · Valls · Williams · Wright
Arashiro · Bauhaus · Bilbao · Buitrago · Caruso · Colbrelli · Feng · Govekar (vanaf 1/6) · Gradek · Haig · Haussler · Landa · Maciejuk · Madan · Mäder · Milan· Mohorič · Novak · Osorio (tot 31/3) · Pernsteiner · Poels · Price-Pejtersen · Sánchez · Sütterlin · Teuns (tot 4/8) · Tratnik · Williams · Wright · Zambanini · Miholjević (stagiair)
Arashiro · Arndt · Bauhaus · Bilbao · Buitrago · Buratti (vanaf 12/4) · Caruso · Govekar · Gradek · Haig · Haussler (tot 7/4) · Kepplinger · Landa · Maciejuk · Madan · Mäder (overleden 16/7) · Miholjević · Milan· Mohorič · Pasqualon · Pernsteiner · Poels · Price-Pejtersen · Rajović · Scott · Sütterlin · Tiberi (vanaf 1/6) · Tu · Wright · Zambanini
Arashiro · Arndt · Bauhaus · Bilbao · Bruttomesso · Buitrago · Buratti · Caruso · Govekar · Gradek · Haig · Kepplinger · Madan · Miholjević · Mohorič · Pasqualon · Pickering · Poels · Price-Pejtersen · Rajović · Scott · Stannard (vanaf 19/8) · Sütterlin · Tiberi · Træen · Tu · Wiśniowski (vanaf 1/3) · Wright · Zambanini · Skerl (stagiair) · van der Meulen (stagiair) · Van Mechelen (stagiair)
Arndt · Bauhaus · Bilbao · Bruttomesso · Buitrago · Buratti · Caruso · Ermakov · Eržen · Eulálio · Govekar · Gradek · Haig · Kepplinger · Martinez · Miholjević · Mohorič · Paasschens · Pasqualon · Pickering · Skerl · Stannard · Stockwell · Tiberi · Træen · Tu · van der Meulen · Van Mechelen · Wright · Zambanini